# Сьорен Пільмарк
Сьорен Луї Пільмарк (дан. Søren Louis Pilmark, 16 жовтня 1955, Копенгаген) — данський актор і режисер. Він відомий своєю працею в кіно, зокрема за роль в картині «Мерехтливі вогні» і в міні-серіалі «Королівство».

## Біографія
Сьорен Пільмарк народився 16 жовтня 1955 року в Копенгагені, столиці Данії.
Дебют актора в кінематографі відбувся в 1962 році з фільму Еріка Баллінга «Миле сімейство» (дан. Den kære familie).

Перші дійсно великі, та ще й вельми успішні проекти, які принесли йому чималу популярність, у кар'єрі Сьорен з'явилися в період із 1994 по 2000 році. Йдеться про картину Андерса Томаса Єнсена «Мерехтливі вогні» (дан. Blinkende lygter) і про міні-серіалі Ларса фон Трієра та Мортена Арнфреда «Королівство» (8 епізодів).

Протягом 2009—2014 років Пільмарк зіграв у декількох досить цікавих стрічках. Серед них варто згадати фільми «Кон-Тікі» (2012), «Містеріум. Початок» (2013), «Містеріум. Мисливці на фазанів» (2014), а також серіал «Вбивство» (дан. Forbrydelsen, 6 епізодів).

За 2016—2017 роки фільмографію актора поповнили такі картини, як «Останній король» (норв. Birkebeinerne), «Містеріум. Тьма у пляшці» (обидві 2016), «Зменшення» (2017). Крім того, у ці роки він знявся в 2 епізодах серіала «Вікінги». 

Він отримав одну премію «Боділа» та дві премії «Роберта». В 2007 році номінований на премію «Оскар», за найкращий короткометражний фільм «Хелмер и сын» (дан. Helmer & søn).

Сьорен Пільмарк одружений із Сюзанною Пільмарк. У пари є троє дітей: Луї, Аманда й Антон. Вони живуть у Копенгагені.

## Вибрана фільмографія
| Рік       |   | Українська назва               | Оригінальна назва | Роль                      |
| --------- | - | ------------------------------ | ----------------- | ------------------------- |
| 1962      | ф | Миле сімейство                 | Den kære familie  | Хлопчик на вулиці         |
| 1994—1997 | с | Королівство                    | Riget             | Йорген Крогшай            |
| 1997—1999 | с | Таксі                          | Taxa              | Марк Сандер, чоловік Анни |
| 2000      | ф | Мерехтливі вогні               | Blinkende lygter  | Torkild                   |
| 2003      | ф | Украсти «Голландця»            | Rembrandt         | Бік                       |
| 2007—2012 | с | Вбивство                       | Forbrydelsen      | Ерік Кеніг                |
| 2009      | ф | На краю світу                  | Ved verdens ende  | Консул                    |
| 2012      | ф | Кон-Тікі                       | Kon-Tiki          | Пітер Фройхен             |
| 2013      | ф | Містеріум. Початок             | Kvinden i buret   | Маркус Якобсен            |
| 2013—2017 | с | Вікінги                        | Vikings           | Стендер                   |
| 2014      | ф | Містеріум. Мисливці на фазанів | Fasandræberne     | Маркус Якобсен            |
| 2014      | с | 1864                           | 1864              | Полковник Лундбі          |
| 2016      | ф | Останній король                | Birkebeinerne     | Єпископ                   |
| 2016      | ф | Містеріум. Тьма у пляшці       | Flaskepost fra P  | Маркус Якобсен            |
| 2017      | ф | Зменшення                      | Downsizing        | Лікар Андреас Якобсен     |
| 2018      | ф | Журнал 64                      | Journal 64        | Маркус Якобсен            |